# La famiglia Drombusch
La famiglia Drombusch (Diese Drombuschs) è una serie televisiva tedesca in 39 episodi trasmessi per la prima volta nel corso di 6 stagioni dal 1983 al 1994.
È una sitcom a sfondo drammatico incentrata sulle vicende dei Drombusch, una famiglia di Darmstadt.

## Personaggi e interpreti
- Vera Drombusch (39 episodi, 1983-1994), interpretata da Witta Pohl.
- Margarethe Drombusch (39 episodi, 1983-1994), interpretato da Grete Wurm.
- 'Thomi' Drombusch (39 episodi, 1983-1994), interpretato da Eike Hagen Schweikhardt.
- Ludwig Burlitz (33 episodi, 1985-1994), interpretato da Günter Strack.
- Marion Drombusch (33 episodi, 1983-1992), interpretata da Sabine Kaack.
- Christoph 'Chris' Drombusch (32 episodi, 1983-1992), interpretato da Mick Werup.
- Bettina 'Tina' Drombusch geb. Reibold (30 episodi, 1985-1994), interpretata da Marion Kracht.
- Daniel Drombusch (24 episodi, 1987-1994), interpretato da Jan Harndorf.
- Frau Reibold (22 episodi, 1985-1994), interpretato da Christiane Pauli.
- Frau Werbelhoff (22 episodi, 1985-1994), interpretato da Jane Tilden.
- Herr Reibold (20 episodi, 1985-1994), interpretato da Heinz Gerhard Lück.
- Yvonne 'Yvonnche' Boxheimer (18 episodi, 1990-1994), interpretata da Anja Jaenicke.
- Dottor Martin Sanders (15 episodi, 1987-1990), interpretato da Michael Degen.
- Dottor Peter Wollinski (14 episodi, 1987-1990), interpretato da Thomas Schücke.
- Siegfried 'Sigi' Drombusch (13 episodi, 1983-1987), interpretato da Hans-Peter Korff.
- Maximilian Lechner (12 episodi, 1992-1994), interpretato da Sigmar Solbach.
- Richy Drombusch geb. Streightner (12 episodi, 1992-1994), interpretato da Jacques Hipplewith.
- Dottor Schüler (10 episodi, 1985-1992), interpretato da Theo Maier-Körner.

## Produzione
La serie fu prodotta da Gyula Trebitsch Fernseh Produktion e Zweites Deutsches Fernsehen e girata a Darmstadt in Germania. Le musiche furono composte da Eugen Thomass.

### Registi
Tra i registi sono accreditati:
- Michael Meyer in 14 episodi (1987-1990)
- Claus Peter Witt in 12 episodi (1983-1985)
- Michael Günther in 12 episodi (1992-1994)

### Sceneggiatori
Tra gli sceneggiatori sono accreditati:
- Robert Stromberger in 39 episodi (1983-1994)

## Distribuzione
La serie fu trasmessa in Germania dal 25 dicembre 1983 al 16 gennaio 1994 sulla rete televisiva ZDF. In Italia è stata trasmessa con il titolo La famiglia Drombusch. È stata distribuita anche in Spagna con il titolo Familia Drombusch.

## Episodi
| Episodio | Titolo                     | Stagione | Prima TV Germania           |
| -------- | -------------------------- | -------- | --------------------------- |
| 1        | Alle Jahre wieder          | 1        | Domenica, 25 dicembre 1983  |
| 2        | Der Appell                 | 1        | Martedì, 27 dicembre 1983   |
| 3        | Die Machtprobe             | 1        | Giovedì, 29 dicembre 1983   |
| 4        | Spiel mit dem Feuer        | 1        | Domenica, 1 gennaio 1984    |
| 5        | Das Konzert                | 1        | Domenica, 8 gennaio 1984    |
| 6        | Entscheidungen             | 1        | Domenica, 15 gennaio 1984   |
| 7        | Das kalkulierbare Risiko   | 2        | Lunedì, 11 novembre 1985    |
| 8        | Das Loch im System         | 2        | Martedì, 12 novembre 1985   |
| 9        | Flucht nach vorn           | 2        | Domenica, 17 novembre 1985  |
| 10       | Das provozierte Verhängnis | 2        | Martedì, 19 novembre 1985   |
| 11       | Die manipulierte Chance    | 2        | Venerdì, 22 novembre 1985   |
| 12       | Liebe ist Unvernunft       | 2        | Domenica, 24 novembre 1985  |
| 13       | In der Mitte des Lebens    | 3        | Lunedì, 14 settembre 1987   |
| 14       | Die Zeit danach            | 3        | Martedì, 15 settembre 1987  |
| 15       | Die Herausforderung        | 3        | Domenica, 20 settembre 1987 |
| 16       | Prüfung für zwei           | 3        | Martedì, 22 settembre 1987  |
| 17       | Die Gretchenfrage          | 3        | Domenica, 27 settembre 1987 |
| 18       | Das Zerwürfnis             | 3        | Martedì, 29 settembre 1987  |
| 19       | Der Prozess                | 3        | Domenica, 4 ottobre 1987    |
| 20       | Wiener Liebe               | 3        | Domenica, 11 ottobre 1987   |
| 21       | Das zweite Leben           | 3        | Domenica, 18 ottobre 1987   |
| 22       | Abschied im Zorn           | 4        | Lunedì, 1 gennaio 1990      |
| 23       | Späte Einsicht             | 4        | Martedì, 2 gennaio 1990     |
| 24       | Das Vermächtnis            | 4        | Domenica, 7 gennaio 1990    |
| 25       | Der falsche Weg            | 4        | Martedì, 9 gennaio 1990     |
| 26       | Der Verlierer              | 4        | Domenica, 14 gennaio 1990   |
| 27       | Die Heimkehr               | 4        | Lunedì, 15 gennaio 1990     |
| 28       | Verlorene Zärtlichkeit     | 5        | Mercoledì, 1 gennaio 1992   |
| 29       | Der Makel                  | 5        | Domenica, 5 gennaio 1992    |
| 30       | Um keinen Preis            | 5        | Lunedì, 6 gennaio 1992      |
| 31       | Liebe ist auch ein Recht   | 5        | Mercoledì, 8 gennaio 1992   |
| 32       | Die treibende Kraft        | 5        | Domenica, 12 gennaio 1992   |
| 33       | Der Weg zurück             | 5        | Lunedì, 13 gennaio 1992     |
| 34       | Notsignale                 | 6        | Sabato, 1 gennaio 1994      |
| 35       | Im Abseits                 | 6        | Lunedì, 3. Januar 1994      |
| 36       | Geschenktes Leben          | 6        | Domenica, 9 gennaio 1994    |
| 37       | Die Stärke der Schwachen   | 6        | Lunedì, 10 gennaio 1994     |
| 38       | Der Zerfall                | 6        | Mercoledì, 12 gennaio 1994  |
| 39       | Der Aufbruch               | 6        | Domenica, 16 gennaio 1994   |